# Międzynarodowy kodeks marketingu produktów zastępujących mleko kobiece
Międzynarodowy kodeks marketingu produktów zastępujących mleko kobiece – przyjęty w 1981 przez Światowe Zgromadzenie Zdrowia dokument zawierający zalecenia co do ograniczeń w marketingu substytutów mleka dla niemowląt. Za przyjęciem kodeksu głosowało 118 państw, a jedynie Stany Zjednoczone były przeciw. Przyjęcie kodeksu było poprzedzone protestami niektórych organizacji pozarządowych przeciwko postępowaniu producentów substytutów mleka. W ramach protestu grupy sprzeciwu ogłosiły w 1977 bojkot produktów Nestlé, który (pierwszy raz) trwał do 1984, to znaczy do czasu, gdy firma ta zgodziła się respektować postanowienia kodeksu.
Kodeks zabrania praktycznie wszystkich form reklamy i marketingu substytutów mleka, w szczególności reklamy prowadzonej na terenie placówek służby zdrowia. Precyzuje także zasady kontaktów producentów substytutów mleka z personelem służby zdrowia oraz kwestię oznaczeń wymaganych na tego typu produktach.
Przepisy kodeksu zabraniają firmom między innymi:
- nawiązywania przez przedstawicieli handlowych bezpośrednich kontaktów z personelem medycznym oraz matkami i kobietami w ciąży
- rozdawania bezpłatnych próbek mleka w szpitalach i innych obiektach publicznej służby zdrowia
- reklamowania artykułów spożywczych przeznaczonych dla niemowląt poniżej 6 miesiąca życia oraz smoczków, butelek i tym podobnych produktów
- rozdawania firmowych prezentów rodzicom oraz pracownikom służby zdrowia
- idealizowania opakowań oraz używania na etykietach wizerunków matek i dzieci.

Stosownie do postanowień kodeksu informacja na opakowaniu winna być napisana w prosty i zrozumiały sposób, w języku kraju, na terenie którego produkt jest przeznaczony do sprzedaży. Nie powinno się używać słów takich jak „matczyne”, „ludzkie” i tym podobne. Etykieta obligatoryjnie winna zawierać ostrzeżenie, o tym, że karmienie piersią jest najlepszym sposobem żywienia niemowląt, a mleko zastępcze może być stosowane tylko za zgodą lekarzy.
Respektowanie postanowień kodeksu napotyka wiele trudności. Jest on – jak i wiele innych aktów prawa międzynarodowego (deklaracji, konwencji) – pozbawiony skutecznie wiążących sankcji i w dużej mierze jego przestrzeganie uzależnione jest od dobrej woli sygnatariuszy.
Mimo że kodeks nie ma mocy prawnej, jego zalecenia (w całości lub części) zostały wprowadzone do prawodawstwa niektórych krajów.
Ciężar monitorowania naruszeń przepisów kodeksu wzięły na siebie głównie organizacje pozarządowe. Jako pierwsza powstała, w Stanach Zjednoczonych w 1979, International Baby Food Action Network, a po niej Baby Milk Action w Wielkiej Brytanii oraz Baby Nahrung w Niemczech. Na stronach internetowych tych organizacji można znaleźć szczegółowe raporty dotyczące przestrzegania przepisów kodeksu przez różne firmy na całym świecie.